# Cieszymowo
Cieszymowo (dawniej niem. Groß Teschendorf) – wieś w Polsce położona w województwie pomorskim, w powiecie sztumskim, w gminie Mikołajki Pomorskie.
Wieś szlachecka położona była w II połowie XVI wieku w województwie malborskim. W latach 1975–1998 miejscowość administracyjnie należała do województwa elbląskiego.
W Cieszymowie znajduje się kościół filialny parafii w Krasnej Łące.

## Historia
Nazwa pochodzi od nazwiska od pierwszego właściciela majątku ziemskiego, Prusa Tessima, który objął folwark w 1285 roku. W XVII wieku na skutek spustoszeń spowodowanych potopem szwedzkim nastąpił kryzys gospodarczy, który doprowadził do wyłączenia Cieszymowa z użytkowania. W drugiej połowie XIX wieku majątek został podzielony na dwie części: Gross Teschendorf i Ober Teschendorf. W  latach 30. ubiegłego stulecia miał we wsi miejsce rozwój techniczny. Wprowadzono do eksploatacji ciągniki rolnicze Lanz-Bulldog. Po II wojnie światowej nazwę miejscowości spolszczono. Osiedlono w Cieszymowie głównie ludność z dawnego województwa warszawskiego. 

## Zabytki
Według rejestru zabytków NID na listę zabytków wpisane są:
- zespół pałacowy (I), XIX w.:
  - pałac, zapewne z XVIII w., przebudowany w XIX i XX w.; piętrowy z ryzalitami od ogrodu, z dwiema kondygnacjami poddasza; nr rej.: A-307 z 9.09.1994
  - park, nr rej.: A-307 z 22.06.1978
  - szachulcowy spichlerz, obecnie kaplica, zbudowany w 1797 r. (lub być może w 1728), drewniany o konstrukcji szkieletowej, na rzucie ośmioboku, kryty namiotowym dachem; nr rej.: A-307 z 14.08.1962 i z 30.12.1991[11][12]
- park dworski, ok. poł. XIX, nr rej.: A-914 z 26.05.1978